# Lago del Brennero
Il lago del Brennero (Brennersee in tedesco) è un piccolo lago che si trova poco dopo il Passo del Brennero a 1,15 km dal confine tra Italia e Austria nella Wipptal nel Tirolo in Austria. È compreso nel territorio del comune di Gries am Brenner.
Nel lago sono presenti carpe e trote.

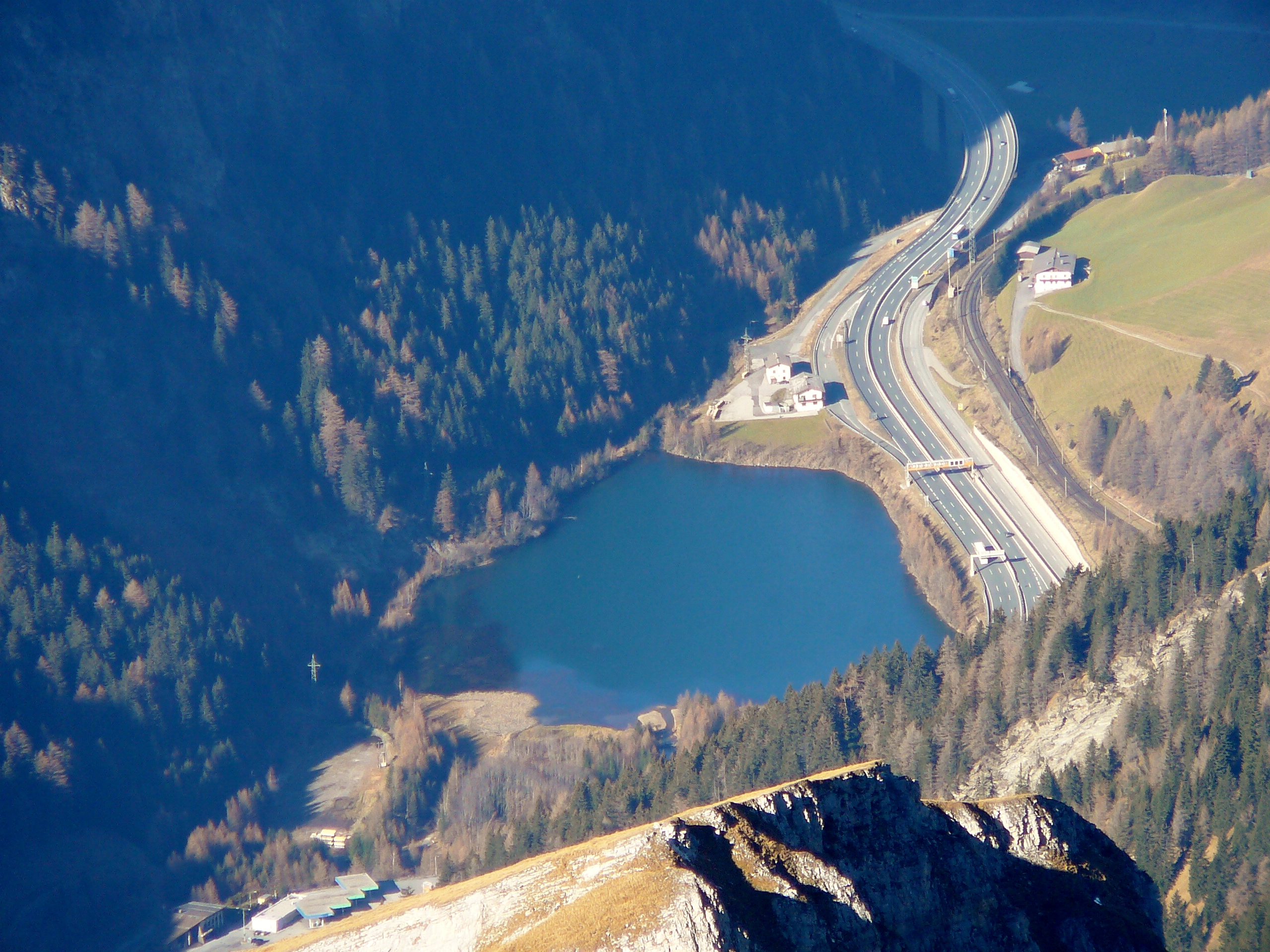
Il lago visto dalla Spina di Lupo

Il lago si trova a 1 310 metri d'altezza ed è esteso circa 19 ettari.
Nei pressi del lago passano la strada B 182 e l'autostrada A 13.